# 대동스틸
주식회사 대동스틸(大東Steel)는 대동그룹 계열의 대한민국의 철강재 기업이다. 본사는 인천시 남동구 앵고개로622번길 29 남동공단 165B-1L에 위치해 있으며 대표이사는 임형기, 임주희이다.  
 한국 철강재의 1차 유통을 하며 철강재의 가공을 한다  

## 테마주
미국이 중국산 철강과 알루미늄에 대한 관세를 올리자 주가가 급등한 적이 있다.

## 상장
2002년 코스닥 시장에 상장하였다.

## 같이 보기
- 대동기어

## 참고문헌
1. ↑  “황선중, '무차입 경영' 대동스틸에 무슨 일이? '단기 차입 급증'”. 《더벨》. 2022년 8월 17일. 2025년 3월 10일에 확인함.
2. ↑  “황선중, 대동스틸 오너 3세, 약세장서 '일석이조' 노리나”. 《더벨》. 2022년 10월 18일. 2025년 3월 10일에 확인함.
3. ↑  “백하영, 한국IR협의회 기술분석보고서-대동스틸” (PDF). 《한국IR협의회》. 2022년 5월 12일. 2025년 3월 10일에 확인함.
4. ↑  “제갈은, 대동스틸, 중국산 철강·알루미늄 美 관세 인상 추진 '급등'”. 《전국매일신문》. 2024년 4월 18일. 2025년 3월 10일에 확인함.